# Бугила дібровна
Бугила дібровна (Anthriscus nemorosa) — рослина роду бугила родини окружкові (зонтичні) — Аріасеае.

## Будова
Багаторічна трав'яниста рослина заввишки 50-180 см із товстим вертикальним коренем. Стебло глибокоборозенчасте, у верхній половині дуже гіллясте. Трикутні, двічі або тричі перисті нижні листки з довгими черешками, верхні — сидячі, з добре розвиненими піхвами. Суцвіття-зонтики без обгортки, з 7-15 майже рівними голими променями, зібрані в щитоподібне спільне суцвіття. Пелюстки білі. Після цвітіння утворюється темно-коричневий або чорний гладенький блискучий плід. Цвіте до середини літа.

## Поширення та середовище існування
Вид росте на півдні Європи (від Італії до північного Кавказу) і в Азії (від Туреччини до Японії).
Ця поширена рослина зустрічається на луках, у чагарниках, садах, освітлених лісах, на вирубках, берегах річок, пустирях, у ярах і біля людського житла.

## Практичне використання
Вживають траву та корені бугили, що мають дуже сильний моркв'яний запах. Кладуть їх у борщі, юшки, овочеві та м'ясні страви, а на сході - у плов з рису та баранини.